# Batalion Strzelców płk. Klemensa Węgierskiego
Batalion Strzelców płk. Klemensa Węgierskiego – polski oddział piechoty wchodzący w skład wojsk powstańczych okresu insurekcji kościuszkowskiej.

## Formowanie
Z inicjatywy Augusta Blumera i Macieja Zaworskiego formowanie batalionu rozpoczęto w Warszawie z początkiem czerwca 1794. Etatowo miał liczyć  540 żołnierzy. Z końcem czerwca liczył 150 ludzi, a we wrześniu 330. Do kompletu brakowało 3 osób sztabu niższego, 15 podoficerów, 1 „chórnisty” i 191 strzelców. Jednostka do końca powstania nie osiągnęła pełnego stanu etatowego. Na uzbrojeniu batalion posiadał 250 karabinów.

## Żołnierze batalionu
Organizatorem i dowódcą batalionu był płk Klemens Węgierski. Ponadto w batalionie służyli: mjr Aleksander Chlebowski; kapitanowie z kompanią Józef Szaniawski i Kosiński;  sztabskapitan Swiderski; porucznicy  Mikołaj Kąsinowski i Okęcki, podporucznicy Żukowski, Maciej Zaworski i Podbielski; chorążowie Antoni Bykowski, Józef Asłanowicz i Podwojski; kapitan kwatermistrz August Blumer; chorąży adiutant Józef Stawski.
W kolejnych miesiącach nastąpiły dość poważne zmiany personalne. 25 sierpnia przybył sztabschirurg Wojciech Rudnicki, a we wrześniu etat podpułkownika obsadził Józef Czarnowski. W tym też miesiącu na miejsce chor. Stawskiego przybył ppor. Piotr Lisiecki, na miejsce por. Kąsinowskiego (awansował na kapitana) por. Szuber, na miejsce por. Okęckiego – por. Stanisław Sobocki. Miejsce mjr. Chlebowskiego zajął dotychczasowy pierwszy kpt. Szaniawski, Szaniawskiego zaś zastąpił nowo przybyły kpt. Jan Nepomucen Bogucki. Na miejsce por. Szubera przyszedł do batalionu por. Tadeusz Niezabitowski, a na miejsce por. Sobockiego – por. Józef Piotrowski. Miejsce po por. Swiderskim zajął por. Alojzy Kozłowski, po ppor. Żukowskim (awans na porucznika)  ppor. Cybulski. Powołano jeszcze dodatkowo 5 podporuczników: Podwysockiego, Schubego, Dzikowskiego, Kiełczewskiego i Deybla. Zwerbowano również audytora − porucznika Szymona Roszkowskiego.